# حنان ترک
حنان ترک (عربی: حنان ترك؛ زادهٔ ۷ مارس ۱۹۷۵) هنرپیشه، و بالرین اهل مصر است. وی بین سال‌های ۱۹۹۱ تا ۲۰۱۳ میلادی فعالیت می‌کرد.